# چیما بیانکا
چیما بیانکا (به لاتین: Cima Bianca) یک کوه در سوئیس است که در کانتون تیچینو واقع شده‌است. چیما بیانکا ۲٬۶۱۲ متر بالاتر از سطح دریا واقع شده‌است.